# Mont Tokachi (Hidaka)
Pour les articles homonymes, voir Tokachi.
Le mont Tokachi (十勝岳, Tokachi-dake) est une montagne culminant à 1 457 m d'altitude dans les monts Hidaka en Hokkaidō au Japon.